# Pjotr Konstantinowitsch Raschewski
Pjotr Konstantinowitsch Raschewski, russisch Пётр Константинович Рашевский (* 27. Juli 1907 in Moskau; † 1983 ebenda) war ein russischer Mathematiker, der sich mit Geometrie beschäftigte.
Er war der Sohn von Konstantin Nikolajewitsch Raschewski (1874–1956), einem Verfasser bekannter Schulbücher für Mathematik in Russland. Raschewski studierte 1923 bis 1928 an der Lomonossow-Universität in Moskau, wo er bei Weniamin Kagan 1931 promovierte (Kandidatentitel). 1938 habilitierte er sich (russischer Doktortitel) und wurde Professor für Differentialgeometrie an der Lomonossow-Universität. Er folgte Kagan auf dem Lehrstuhl für Geometrie an der Lomonossow-Universität (der auch noch vor Kagan von Sergei Pawlowitsch Finikow begründet und jahrzehntelang geleitet wurde als weiterer Vertreter der Moskauer Schule der Differentialgeometrie) und leitete dort lange Jahre die von Kagan begründete Geometrie-Schule.
Neben seiner Professur an der Lomonossow-Universität lehrte er in Moskau am Energetischen Institut (1930 bis 1934), am Pädagogischen Institut (ab 1931 als Dozent und 1934 bis 1941 als Professor) und am Eisenbahninstitut.
Raschewski ist der Verfasser mehrerer Lehrbücher unter anderem über Tensoranalysis. Er arbeitete lange Jahre daran, einen Tensor-geometrischen Rahmen für die Quantenmechanik auszuarbeiten, der sich aber bei Physikern nicht durchsetzen konnte, eine Niederlage, von der er sich nach Aussagen seines Schülers Rosenfeld nicht erholte. Er beschäftigte sich aber mit vielen Gebieten der Geometrie. Er entwickelte eine polymetrische Geometrie (worüber er 1941 ein Buch schrieb) und befasste sich mit der Geometrie homogener Räume, der Geometrie Liescher Gruppen und der damit zusammenhängenden Theorie symmetrischer Räume (nach Élie Cartan).
Unabhängig, aber vor Katsumi Nomizu führte er reduktive Räume in die Differentialgeometrie ein (Räume mit affinem Zusammenhang und kovariant konstantem Krümmungs- und Torsionstensor). In der Sub-Riemannschen Geometrie ist der Satz von Chow und Raschewski nach ihm und Wei-Liang Chow benannt (für die Formulierung siehe den Artikel Wei-Liang Chow).

## Schriften
- Elementare Einführung in die Tensorrechnung (= Hochschulbücher für Mathematik. Bd. 42). Deutscher Verlag der Wissenschaften, Berlin 1959.
- Riemannsche Geometrie und Tensoranalysis. Deutscher Verlag der Wissenschaften, Berlin 1959. 2. Auflage, Harri Deutsch 1995 (russisch 1953).

## Quelle
- Smilka Zdravkovska, Peter L. Duren (Hrsg.): Golden Years of Moscow Mathematics, American Mathematical Society 2007, Artikel B. A. Rosenfeld, S. 86–88:
- Gottwald, Ilgauds, Schlote Lexikon bedeutender Mathematiker, Bibliographisches Institut, Leipzig 1990

## Verweise
1. ↑  nachdem sich die Tensoranalysis schon als Grundlage der Allgemeinen Relativitätstheorie erwiesen hatte

| Personendaten    | Personendaten |
| ---------------- | --- |
| NAME             | Raschewski, Pjotr Konstantinowitsch                                                                                           |
| ALTERNATIVNAMEN  | Rashevskiĭ, Petr Konstantinovich; Raševskij, Petr Konstantinovič (Transliteration); Рашевский, Пётр Константинович (russisch) |
| KURZBESCHREIBUNG | russischer Mathematiker |
| GEBURTSDATUM     | 27. Juli 1907 |
| GEBURTSORT       | Moskau |
| STERBEDATUM      | 1983 |
| STERBEORT        | Moskau |